# Tressignaux
Tressignaux (bret. Tresigne) – miejscowość i gmina we Francji, w regionie Bretania, w departamencie Côtes-d’Armor.
Według danych na rok 1990 gminę zamieszkiwały 512 osoby, a gęstość zaludnienia wynosiła 70 osób/km² (wśród 1269 gmin Bretanii Tressignaux plasuje się na 821. miejscu pod względem liczby ludności, natomiast pod względem powierzchni na miejscu 935.).